# تكامل فرينل

رسومات بيانية لـ و. تبلغ القيمة العظمى لـ حوالي 0.977451424.

تكامُلَا S(x) و C(x) لفرينل هما دالتان متساميتان تم تسميتهما على اسم العالم الفرنسي أوغستان-جان فرينل واللتان تُستخدَم في البصريات وترتبط ارتباطًا وثيقًا بدالة الخطأ (erf). ظهرت هتان الدالتان في وصف ظواهر حيود فرينل في المجال القريب وتُعَرَّف من خلال التمثيلات التكاملية التالية:{\displaystyle S(x)=\int _{0}^{x}\sin \left(t^{2}\right)\,dt,\quad C(x)=\int _{0}^{x}\cos \left(t^{2}\right)\,dt.}الرسوم البيانية الوسيطية المتزامنة لـ S(x) و C(x) هي عبارة عن حلزون أويلر.

## تعريف

تكاملا فرينل بمداخل بدلا من تتقارب نحو بدلاً من.

تقبل تكاملا فرينل متسلسلتي القوة التاليتان اللتان تتقاربان من أجل كل x :{\displaystyle {\begin{aligned}S(x)&=\int _{0}^{x}\sin \left(t^{2}\right)\,dt=\sum _{n=0}^{\infty }(-1)^{n}{\frac {x^{4n+3}}{(2n+1)!(4n+3)}},\\C(x)&=\int _{0}^{x}\cos \left(t^{2}\right)\,dt=\sum _{n=0}^{\infty }(-1)^{n}{\frac {x^{4n+1}}{(2n)!(4n+1)}}.\end{aligned}}}بعض الجداول المستخدمة على نطاق واسع تستخدم π2t2 بدلاً من t2 لمدخل التكاملين اللتين تُعَرِّفان S(x) و C(x). هذه تغير نهايتهما عند اللانهاية من 12·√π2 إلى 12 وطول القوس لأول دورة الخط الحلزوني من √2π إلى 2 (عند t = 2). تُعرف هتان الدالّتان البديلتان عادةً باسم تكاملَيْ فرينل المعياريتين.